# Richard Poirier
Pour les articles homonymes, voir Poirier (homonymie).
Richard A. Poirier est un fermier et un homme politique canadien.

## Biographie
Richard A. Poirier est né le 1er mai 1842 à Cocagne, au Nouveau-Brunswick. Son père est Ambroise Poirier et sa mère est Geneviève Hébert. Il épouse Julie Cormier en novembre 1874.
Il est député de Kent à l'Assemblée législative du Nouveau-Brunswick de 1901 à 1903 en tant que libéral. Il est aussi conseiller municipal du comté de Kent.